# Mainosa longipes
Mainosa longipes (L. Koch, 1878) è un ragno appartenente alla famiglia Lycosidae.
È l'unica specie nota del genere Mainosa.

## Distribuzione
L'unica specie oggi nota di questo genere è stata rinvenuta in Australia occidentale e in Australia meridionale.

## Tassonomia
Le caratteristiche di questo genere sono state descritte dall'analisi degli esemplari tipo Anoteropsis longipes L. Koch, 1878 effettuata dall'aracnologo Framenau in un suo lavoro (2006c).
Dal 2006 non sono stati esaminati altri esemplari, né sono state descritte sottospecie al 2017.

### Sinonimi
- Mainosa mainae (McKay, 1979); trasferita dal genere Lycosa e posta in sinonimia con M. longipes (L. Koch, 1878) a seguito di un lavoro dell'aracnologo Framenau (2006c)[1].